# منتخب نيوزيلندا لهوكي الجليد
منتخب نيوزيلندا الوطني لهوكي الجليد هو منتخب وطني يمثل نيوزيلندا في منافسات هوكي الجليد الدولية، بدأ منافساته في سنة 1987، نافس في بطولة العالم لهوكي الجليد 26 مرة، يحتل حالياً التصنيف الثامن والثلاثين على العالم.